# Sergio Bergonzelli
Sergio Bergonzelli, connu également sous le pseudonyme de Siro Carme, né le 25 août 1924 à Alba et mort le 24 septembre 2002 à Rome, est un acteur, scénariste et réalisateur italien, particulièrement actif dans les films italiens de série B de divers genres, notamment les westerns spaghettis et les films érotiques.

## Biographie
Sergio Bergonzelli a terminé ses études de philosophie et s'est installé à Rome, où il a joué dans dix-huit films sous le pseudonyme Siro Carme dans plusieurs productions entre 1951 et 1958. Il a ensuite travaillé en tant qu'assistant monteur, producteur et réalisateur.
Comme pseudonyme, il a également utilisé le nom Serge Bergon.

## Œuvre et carrière
Sergio Bergonzelli tourna essentiellement des péplums, des films de pirates, quelques westerns spaghettis et des longs-métrages pornographiques.

## Filmographie

### Acteur
- 1951 : Messaline (Messalina) de Carmine Gallone
- 1952 : La storia del fornaretto a Venezia de Giacinto Solito
- 1952 : Prisonnière des ténèbres (La cieca di Sorrento) de Giacomo Gentilomo
- 1952 : Io, Amleto (it) de Giorgio Simonelli
- 1952 : Il brigante di tacca del lupo de Pietro Germi
- 1953 : La figlia del reggimento de Tullio Covaz et Géza von Bolváry
- 1953 : Il n'est jamais trop tard (Non è mai troppo tardi) de Filippo Walter Ratti
- 1953 : Passione (it) de Max Calandri
- 1953 : Prima di sera
- 1953 : Cristo è passato sull'aia d'Alfredo Lupo
- 1954 : Terre étrangère (Terra straniera) de Sergio Corbucci
- 1954 : Le Masque de fer (Il prigioniero del re) de Giorgio Rivalta
- 1954 : Prima di sera de Piero Tellini
- 1954 : Addio, mia bella signora! de Fernando Cerchio
- 1956 : Le Chevalier de la violence (Giovanni dalle Bande Nere) de Sergio Grieco
- 1957 : Le Moment le plus beau (Il momento più bello) de Luciano Emmer

### Réalisateur
- 1960 : Les Aventuriers du Rio Negro (de) (Gli avventurieri dei tropici)
- 1964 : Le Dernier Pistolet (Jim il primo)
- 1965 : Je te tuerai (Uno straniero a Sacramento)
- 1966 : Objectif Hambourg, mission 083 (MMM 83 - Missione morte molo 83)
- 1966 : Surcouf, le tigre des sept mers (Surcouf, l'eroe dei sette mari), coréalisé avec Roy Rowland
- 1966 : Tonnerre sur l'océan Indien (Il grande colpo di Surcouf ), coréalisé avec Roy Rowland
- 1966 : El Cisco
- 1967 : Un colt dans le poing du diable (Una colt in pugno al diavolo)
- 1968 : Sylvia et l'Amour (it) (Silvia e l'amore)
- 1968 : Tout le monde il est sexy, tout le monde il est cochon (Le dieci meraviglie dell'amore)
- 1970 : Dans les replis de la chair (Nelle pieghe della carne)
- 1970 : La Provocation sexuelle (Io Cristiana studentessa degli scandali)
- 1972 : Georgina, la nonne perverse (it) (Cristiana monaca indemoniata)
- 1975 : Elles en veulent... (it) (La cognatina)
- 1976 : Il compromesso... erotico (it)
- 1976 : Taxi Love, servizio per signora (it)
- 1976 : Une petite femme très brûlante (it) (La sposina)
- 1978 : Porco mondo
- 1979 : Eros Hotel (it) (Daniela mini-slip)
- 1980 : La trombata (To Hamogelo tis Pythias), coréalisé avec Soulis Georgiades (it)
- 1980 : Voulez-vous mon corps ? (La mondana nuda)
- 1982 : Je suis une petite cochonne (it) (Apocalipsis sexual) — film pornographique
- 1982 : Kiko (it) (Corri come il vento, Kiko)
- 1982 : Diamond Connection (it)
- 1983 : Joy (de)
- 1987 : Tentazione (it)
- 1988 : Delirio di sangue (it)
- 1990 : Malizia oggi (it)